# Bistrica ob Sotli község
Braslovče község (szlovénül Občina Braslovče) Szlovénia 212 alapfokú közigazgatási egységének, azaz községének egyike a Posavska statisztikai régióban. 2014 januárjáig a Savinjska statisztikai régió része volt. 1999 óta önálló község, korábban Podčetrtek községhez tartozott. A község székhelye Bistrica ob Sotli város. A terület a szlovén Stájerország (Štajersko) régió része. 

## Települések
A községhez Bistrica ob Sotli székhelyen kívül a következő települések tartoznak:
- Črešnjevec ob Bistrici
- Dekmanca
- Hrastje ob Bistrici
- Križan Vrh
- Kunšperk
- Ples
- Polje pri Bistrici
- Srebrnik
- Trebče
- Zagaj

## Népesség
| Lakosok száma | 1429 | 1414 | 1431 | 1410 | 1408 | 1374 | 1368 | 1351 | 1333 | 1341 |
|               | 2008 | 2009 | 2011 | 2012 | 2013 | 2015 | 2016 | 2017 | 2019 | 2020 |